# 술폴로부스 투링기엔시스
술폴로부스 투링기엔시스는 술폴로부스속에 속하는 한 종이다.